# كأس إسكتلندا 1971–72
كأس اسكتلندا 1971–72 (بالإنجليزية: 1971–72 Scottish Cup)‏ هو موسم من كأس اسكتلندا. فاز فيه نادي سلتيك.